# 世界を愛して
「世界を愛して」（せかいをあいして、原題: Voglio bene al mondo, 米題: I'll set my love to music）は、1963年に発表された映画『続・世界残酷物語』の主題歌。
オリジナルボーカルはカンツォーネ歌手であるミルバ。作詞・作曲はニーノ・オリヴィエロである。

## 概要
映画『続・世界残酷物語』の主題歌として、日本でも1964年に一度は発売されたものの廃盤である。同曲が収められたCDは1992年に発売された4枚組CD集『ミルバ・ヒストリー』のみであり、このアルバム自体も現在では廃盤で入手困難である。
なお、アメリカで発売されたサウンドトラック盤には同曲は収められていない。

## カヴァー
- ケニー・クラーク（Francy Boland Big Band/More）
- ゲイリー・ラメル（英語版）（I’ll Set My Love To Music / On Broadway 1965）
- ザ・ロリポップス（英語版）（I'll set my love to music / PEGGY GOT ENGAGED RCA 8344 03/64）
- シャングリラス （Steve Rossi - Steve Rossi /RB-20-106 1965）
- スティーブ・ロッシ（英語版）（I'll Set My Love To Music Nobody Wants Me 1967 4729 – Clinton）
- フォー・プレップス（The Singles Collection, Vol. 3）
- サンセット・ストリングス（The Sunset Strings Film Music / Italian Style 1967）

## 関連曲
- モア (曲)